# Жук (река)
Жук — река в России, протекает в Немском районе Кировской области. Устье реки находится в 54 км по левому берегу реки Немда. Длина реки составляет 11 км.
Исток реки в лесах в 20 км к юго-востоку от посёлка Нема. Река течёт на запад по ненаселённому лесу, впадает в Немду в урочище Нижний Медведок.

## Данные водного реестра
По данным государственного водного реестра России относится к Камскому бассейновому округу, водохозяйственный участок реки — Вятка от водомерного поста посёлка городского типа Аркуль до города Вятские Поляны, речной подбассейн реки — Вятка. Речной бассейн реки — Кама.
Код объекта в государственном водном реестре — 10010300512111100038439.